# Maritime Erlebniswelt Papenburg

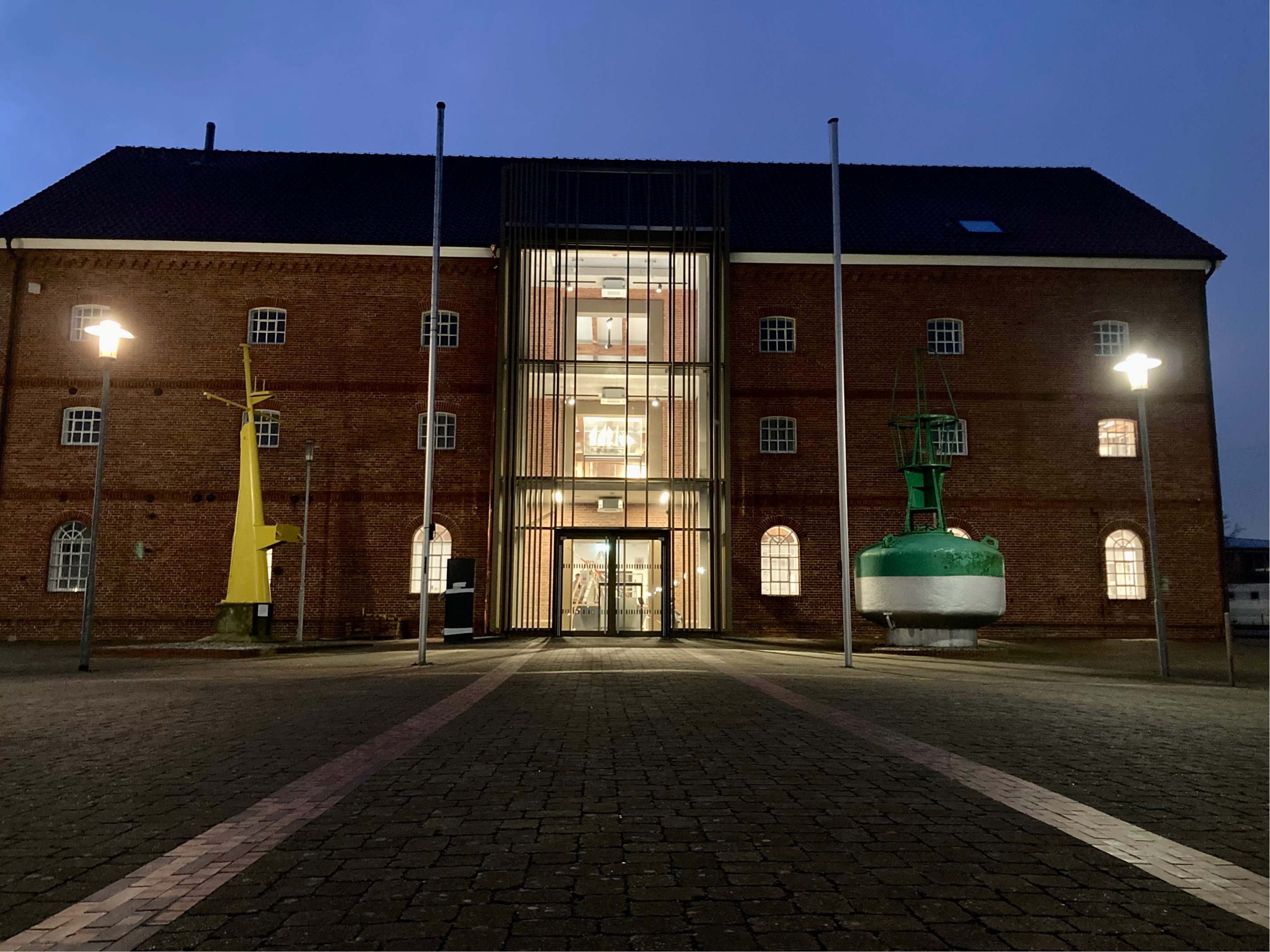
Außenansicht Maritime Erlebniswelt Papenburg

Die Maritime Erlebniswelt Papenburg ist ein interaktives Besucherinformationszentrum und wurde am 14. Mai 2022 nach einer rund zwölfmonatigen Umbauphase eröffnet. Es ist ein Gebäude auf dem Gelände der alten Meyer Werft und wird seit Januar 2020 von der LGS gGmbH, die in der Hand der Stadt Papenburg liegt, betrieben. Auf drei Etagen wird  die Entstehung der Stadt Papenburg vom Moor zur Fehnkolonie und die Entwicklung des Schiffbaus vom Holz- zum Stahlschiffbau bzw. von der Segel- zur Dampfschifffahrt erklärt.
Bis Oktober 2020 befand sich in dem Gebäude der Papenburger Zeitspeicher.